# Prigorodka
Prigorodka (ros. Пригородка) – wieś (sieło) w Rosji, w obwodzie lipieckim, w rejonie usmańskim. W 2010 liczyła 3389 mieszkańców.